# 黑喉芒果蜂鸟
黑喉芒果蜂鸟（学名：Anthracothorax nigricollis），是雨燕目蜂鸟科的一种鸟类。
黑喉芒果蜂鸟体重约7克，翼长约66.3毫米，嘴峰长约25.7毫米，喙宽度约2.4毫米，喙厚度约2.4毫米，跗蹠长约4.5毫米，尾长约37.2毫米。黑喉芒果蜂鸟在其分布区内为留鸟，其栖息在半开放的灌木丛中，食性为草食性，主要食物来源是植物的花蜜。
黑喉芒果蜂鸟分布于巴拿马和哥伦比亚的安第斯山脉以东区域至阿根廷和巴西东北部。该物种是单型物种，没有亚种分化。